# Tchórz stepowy
Tchórz stepowy (Mustela eversmanii) – gatunek drapieżnego ssaka lądowego z rodziny łasicowatych (Mustelidae).

## Wygląd
Nieco mniejszy od tchórza zwyczajnego – długość ciała wynosi 30–80 cm. Futro żółte z czarno-brązowymi łapami i ogonem. Jest o wiele jaśniejszy niż tchórz zwyczajny, ponieważ włosy wełniste mają niemal białą barwę, ma również słabiej zaznaczoną maskę na głowie. Ciężar ciała samca wynosi 960 g, natomiast samicy 570 g.

## Rozród
Ruja przypada na okres między marcem a kwietniem. Ciąża trwa od 39 do 43 dni, w miocie rodzi się zazwyczaj od sześciu do ośmiu młodych. Idealnym miejscem na poczęcie młodych są podziemne gniazda (kilkumetrowe nory pod ziemią).

## Występowanie
Żyje na terenach otwartych w Europie i Azji. W Polsce pojawił się w połowie lat 70. XX w. Pierwsze stanowiska tego zwierzęcia stwierdzono w południowo-wschodniej części kraju, w okolicach Hrubieszowa oraz w Zakręciu w ówczesnym woj. chełmskim.
Zamieszkuje nory, samodzielnie wykopane lub przejęte po chomikach i susłach. Długość życia wynosi 10 lat.

## Zachowanie
Tchórz stepowy żywi się mięsem, głównie gryzoniami, ptakami, gadami i płazami. Poluje o zmierzchu i nocą. Dobrze pływa i nurkuje. Łowi również w norach, rozkopując je w bardzo szybkim tempie. 

## Podgatunki
Wyróżnia się siedem podgatunków tchórza stepowego:
- M. eversmanii admirata
- M. eversmanii amurensis — synonim, którym często w literaturze jest określany ten gatunek tchórza
- M. eversmanii eversmanii – tchórz stepowy
- M. eversmanii hungarica
- M. eversmanii larvatus
- M. eversmanii michnoi
- M. eversmanii talassicus

## Ochrona
W Polsce jest objęty ścisłą ochroną gatunkową.

## Rozmnażanie
Samica rodzi od 3 do 10 młodych tchórzy stepowych na przełomie kwietnia-maja. Idealnym miejscem na poczęcie młodych są podziemne gniazda (kilkumetrowe nory pod ziemią).